# Eriocaulon tortuosum
Eriocaulon tortuosum är en gräsväxtart som beskrevs av Ferdinand von Mueller. Eriocaulon tortuosum ingår i släktet Eriocaulon och familjen Eriocaulaceae.
Artens utbredningsområde är Northern Territory, Australien. Inga underarter finns listade i Catalogue of Life.